# San Miguel (Bulacán)
San Miguel, antaño conocido como San Miguel de Mayumo,  es un municipio de la provincia de Bulacán en Filipinas.

## Geografía
El pueblo tiene un área de 263,55. kilómetros cuadrado. Está situada 75 kilómetros al nordeste de Manila. 
Según el censo de 2020, su población es de 172.073 habitantes en 40.269 casas.

## Barrios
San Miguel tiene 49 barrios:
| - Bagong Pag-asa - Bagong Silang - Balaong - Balite - Bantog - Bardias - Baritan - Batasan Bata - Batasan Matanda - Biak-na-Bato - Biclat - Buga - Buliran - Bulualto - Calumpang - Cambio - Camias | - Ilog-Bulo - King Kabayo - Labne - Lambakin - Magmarale - Malibay - Maligaya - Mandile - Masalipit - Pacalag - Paliwasan - Partida - Pinambaran - Población - Pulong Bayabas - Pulong Duhat | - Sacdalan - Salacot - Salangan - San Agustín - San José - San Juan - San Vicente - Santa Ines - Santa Lucía - Santa Rita Bata - Santa Rita Matanda - Sapang - Sibul - Tártaro - Tibagan - Tigpalas |

- Datos: Q54763
- Multimedia: San Miguel, Bulacan / Q54763

1. ↑  Worldpostalcodes.org, código postal n.º 3011.